# Атика, Ор
Ор Атика́ (фр. Aure Atika; род. 12 июля 1970, Монте-Эшторил, Португалия) — французская актриса и режиссёр.

## Юность
Ор Атика — дочь марокканки иудейского происхождения Оде Биттон и француза Мишеля Фурнье, работавшего кинооператором у Филиппа Гарреля, родилась в португальском Эшториле, выросла в Париже и на юге Франции, училась в юридической школе в Париже и в Школе Лувра. 

## Карьера
Она дебютировала на экране в девять лет, сыграв эпизодическую роль в фильме Жанны Моро «Подросток». Первую полноценную роль Атика сыграла в фильме 1992 года «Сэму достаточно» после того, как случайно была замечена агентом по подбору актёров и приглашена на кастинг. После этого она работала журналисткой в газете, затем на телеканале Paris Première, обучалась на курсах актёрского мастерства и долгое время не снималась. В 1997 году Атика вернулась в кино, снявшись в кинокомедии «Это правда, если я вру», а затем в двух её сиквелах. Поначалу Атика снималась в комедиях, затем расширила свой репертуар за счёт драматических ролей. В 2004 году вышел короткометражный фильм «К чему приведет голосование за эколога?», который Атика сняла по собственному сценарию. Картина была признана лучшей короткометражкой на Международном кретейском фестивале женского кино. В 2010 году за роль в фильме «Мадемуазель Шамбон» Ор Атика была номинирована на премию «Сезар» за лучшую женскую роль второго плана.

## Личная жизнь
В феврале 2002 года Атика родила дочь Анжелику от Филиппа Здара, музыканта хаус-группы Cassius.

## Фильмография
| Год  |    | Русское название                   | Оригинальное название             | Роль                                           |
| ---- | -- | ---------------------------------- | --------------------------------- | ---------------------------------------------- |
| 1979 | ф  | Подросток                          | L’adolescente                     | маленькая девочка (нет в титрах, дебют в кино) |
| 1992 | ф  | Сэму достаточно                    | Sam suffit                        | Ева                                            |
| 1997 | ф  | Это правда, если я вру             | La Vérité si je mens!             | Карин                                          |
| 1997 | ф  | Секрет Полишинеля                  | Le Secret de Polichinelle         | Ор                                             |
| 1997 | ф  | Да здравствует республика          | Vive la République !              | Сабин                                          |
| 1998 | ф  | Рейв-пати                          | Grève party                       | Жюли                                           |
| 1998 | ф  | Красотки                           | Bimboland                         | Алекс Баретто                                  |
| 1999 | ф  | Незначительное влияние             | Trafic d'influence                | Сандрин                                        |
| 1999 | ф  | Жизнь принца                       | Une vie de prince                 | Жози                                           |
| 1999 | тф | Первый снег                        | Premières neiges                  | Жюльет                                         |
| 2000 | ф  | В придорожном воздухе              | Sur un air d'autoroute            | Перинн                                         |
| 2000 | ф  | По вине Вольтера                   | La Faute à Voltaire               | Нассера                                        |
| 2001 | ф  | Это правда, если я вру 2           | La Vérité si je mens! 2           | Карин                                          |
| 2003 | ф  | Мистер В                           | Mister V.                         | Сесиль                                         |
| 2003 | ф  | Поворот налево в конце света       | Au bout du monde à gauche         | Симон Толедано                                 |
| 2004 | ф  | Инкассатор                         | Le Convoyeur                      | Изабель                                        |
| 2004 | ф  | Клан                               | Le Clan                           | Эмили                                          |
| 2004 | ф  | Тенья                              | Tenja                             | Нора                                           |
| 2005 | ф  | Моё сердце биться перестало        | De battre mon cœur s'est arrêté   | Алина                                          |
| 2006 | ф  | Агент 117: Каир — шпионское гнездо | OSS 117 : Le Caire, nid d'espions | принцесса Тарук                                |
| 2006 | ф  | Как ты прекрасен!                  | Comme t'y es belle !              | Леа                                            |
| 2006 | тф | Цунами                             | Tsunami : les jours d'après       | Симон                                          |
| 2007 | ф  | Плохой ветер                       | Vent mauvais                      | Фредерика                                      |
| 2007 | ф  | Творческая жизнь                   | La Vie d'artiste                  |                                                |
| 2008 | ф  | 48 часов в сутки                   | 48 heures par jour                | Марианна Теллье                                |
| 2008 | ф  | Версаль                            | Versailles                        | Надин                                          |
| 2008 | ф  | Перекрестный огонь                 | Les Insoumis                      | Марианна                                       |
| 2009 | ф  | Липкие пальцы                      | Les Doigts croches                | Маделейн                                       |
| 2009 | ф  | Мадемуазель Шамбон                 | Mademoiselle Chambon              | Анна-Мария                                     |
| 2010 | ф  | Копакабана                         | Copacabana                        | Лидия                                          |
| 2011 | ф  | Каникулы на море                   | Le Skylab                         | тётя Линетт                                    |
| 2011 | ф  | ИХ как Иисус Христос               | JC comme Jésus Christ             | в роли самой себя                              |
| 2012 | ф  | Это правда, если я вру 3           | La Vérité si je mens! 3           | Карин                                          |
| 2012 | ф  | Другая жизнь женщины               | La Vie d'une autre                | Жанет                                          |
| 2012 | с  | Бесконечный мир                    | World Without End                 | Изабелла Французская                           |
| 2014 | ф  | Ожидается мистраль                 | Avis de mistral                   | Магали                                         |
| 2016 | с  | Ночной администратор               | The Night Manager                 | Самира «Софи» Алекан                           |
| 2017 | ф  | Любовь-морковь по-французски       | L'un dans l'autre                 | Эми                                            |